# Forstwesen
Das Forstwesen ist die Gesamtheit aller wirtschaftlichen, technischen, wissenschaftlichen, politischen, rechtlichen, administrativen und gesellschaftlichen Einrichtungen, Verfahren, Prinzipien und Regeln, die die Nutzung, den Transport, den Handel, den Erhalt und den Schutz von Wald durch den Menschen betreffen. Das Forstwesen ist interdisziplinär. Zu den einzelnen Bereichen zählen die Forstwirtschaft (Forstindustrie), Forstmanagement, Forstwissenschaften (engl. Forest Sciences), die forstliche berufliche und akademische Bildung, die Forstforschung, die Forstpolitik, die Forstverwaltung und den Forstdienst, das Forstrecht und die Forstjustiz (Forstgerichte, Forstpolizei), die Forstberatung, die forstliche Kultur (Traditionen und Gebräuche), die forstliche Literatur umfasst.